# Schlosslinde (Wanfried)
Die mittlerweile rund einhundertdreißigjährige Schlosslinde steht am Wallgraben des ehemaligen Landgrafenschlosses in Wanfried im nordhessischen Werra-Meißner-Kreis. An ihrem Standort treffen die Straße „Bei der Grube“ und Schlossstraße aufeinander. Die Linde wird als ein Naturdenkmal sowie als Teil der Sachgesamtheit des früheren Schlosses der hessischen Landgrafen als ein Kulturdenkmal geschützt.

## Die Schlosslinde

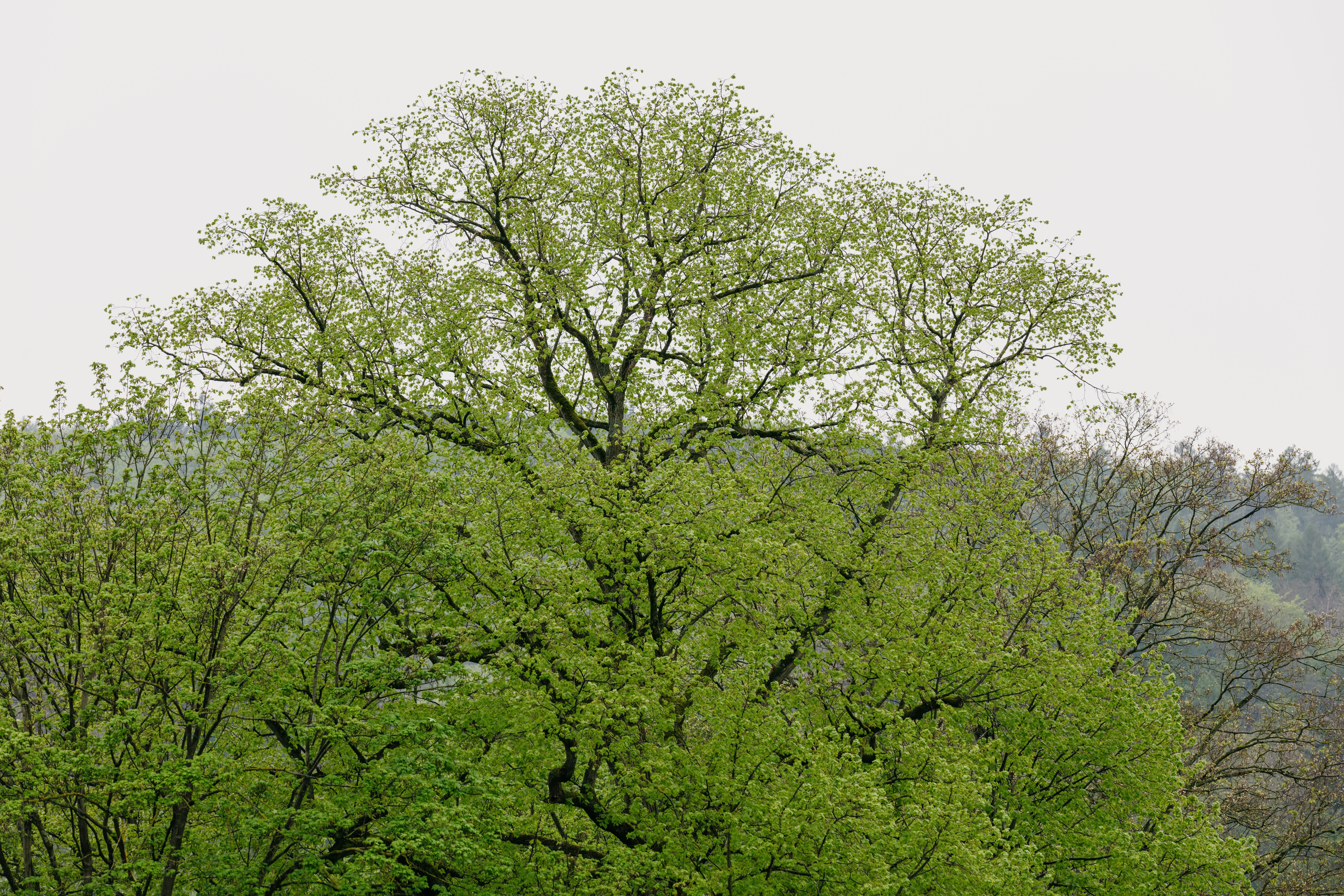
Die Baumkrone der Schlosslinde im Mai 2021

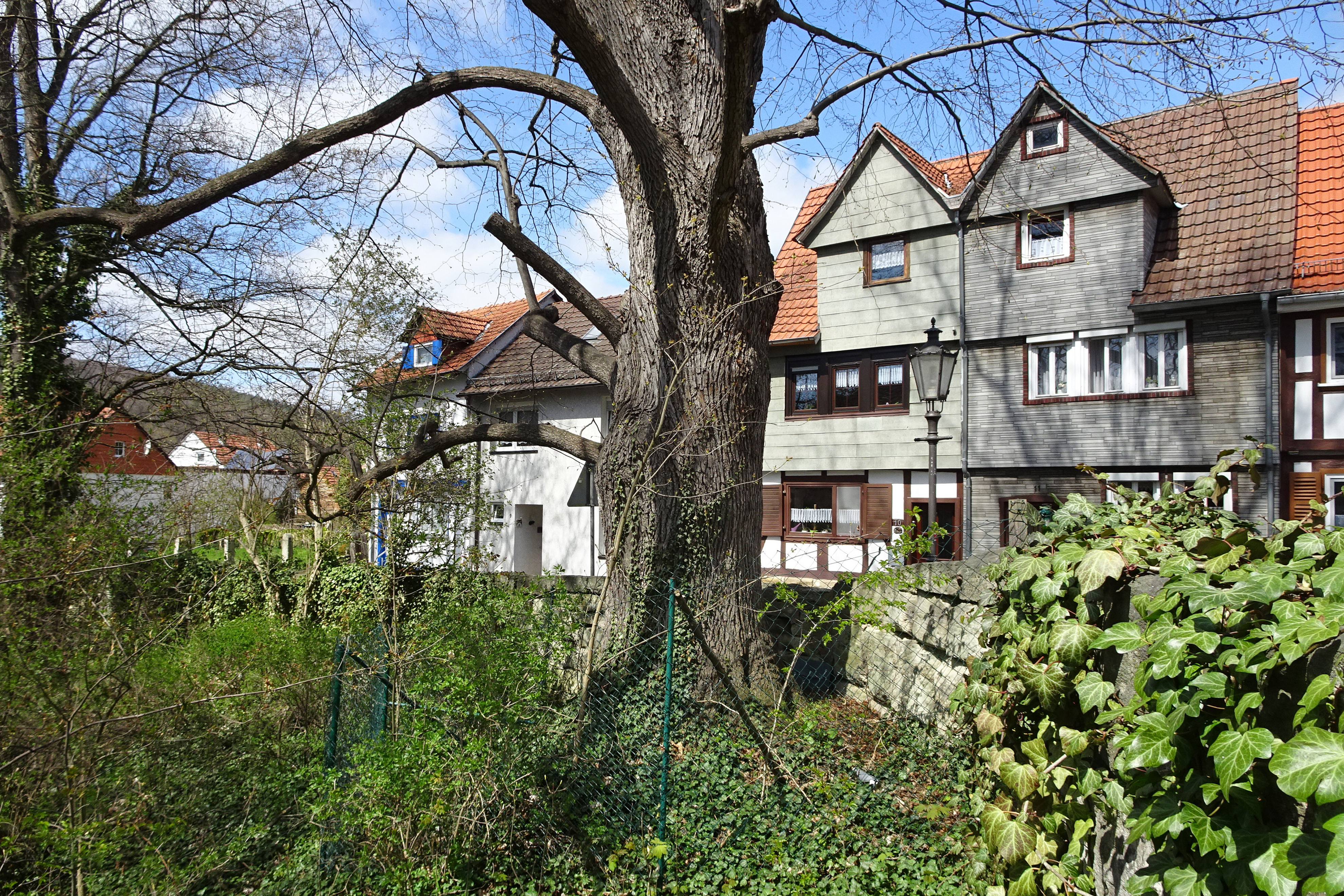
Die Linde am Wallgraben des ehemaligen Landgrafenschlosses

Der alte Baum steht an der nordöstlichen Ecke des mittelalterlichen ehemaligen „Königsguts“. Das Hauptgebäude gilt als das älteste erhaltene Wohnhaus Wanfrieds. Eine erste Erwähnung fand sich bereits in einer Urkunde aus dem Jahr 1015. Die einst stark befestigte Talburg diente dem Schutz der Handelsstraße von Mühlhausen nach Leipzig und war lange Zeit der am weitesten nach Osten vorgeschobene Posten Hessens. In den 1530er Jahren baute der damalige hessische Landgraf Philipp der Großmütige, die inzwischen zur Wasserburg mit Wall und Graben gewordene Burg in ein landgräfliches Schloss um. Während des Dreißigjährigen Krieges wurde es fast vollständig zerstört; später aber, in der Zeit um 1645, zu Verteidigungszwecken wieder neu aufgebaut. Damals führte der Wassergraben noch ständig Wasser. Wegen seiner künstlerischen, geschichtlichen und baulichen Bedeutung steht das Schloss mit den angegliederten Wirtschaftsgebäuden unter Denkmalschutz.
Auf dem Platz der heutigen Schlosslinde hatte auch früher schon eine „uralte“ Linde gestanden, die schon 1617 als die „alte Linde“ bezeichnet wurde. Der Überlieferung nach spielte sich unter ihrem Blätterdach ein Stück Gemeinschaftsleben des alten Wanfrieds ab. In ihrem Schatten wurden Volksfeste gefeiert und öffentliche Versammlungen abgehalten.
Eine alte Sage erzählt von der großen und heimlichen Liebe zwischen einer Prinzessin aus dem Schloss und einem Jägerburschen, die beide, als sie sich wieder einmal unter der Linde trafen, aus Eifersucht erstochen wurden. Der Täter konnte fliehen und blieb unbestraft; dem Liebespaar schaufelte man in einem „stillen Waldwinkel, wo die Blumen in besonderer Schönheit leuchteten“, ein gemeinsames Grab. „Lange, sehr lange noch“, so in der Sage, konnte man danach „in mondklaren Mainächten ein Taubenpaar im Wipfel der alten Schlosslinde“ sitzen sehen.
Ende der 1880er Jahre, so berichtet Stadtsekretär Reinhold Strauß in der Chronik der Stadt Wanfried aus dem Jahr 1908, begann die „alte Linde“ abzusterben und alle Versuche sie zu neuem Leben zu erwecken schlugen fehl. Sie musste 1891 gefällt werden. An ihrer Stelle wurde am 16. April 1892 die heutige Schlosslinde gepflanzt. In die Pflanzgrube wurde eine in einer Flasche versiegelte Urkunde eingebettet, welche die Sagen von dem Liebesleben der Schlossbewohner früherer Jahrhunderte, die sich um die Linde ranken, erzählt. Die Urkunde zählte auch alle die dieser Zeit vorhandenen Behörden, Beamten, Geistlichen, Lehrer, Schulen, Vereine sowie die „industriellen Etablissements“ auf. In dieser Zeit war das Wanfrieder Schloss im Besitz des Königlichen Rittmeisters und Kammerherrn Karl Xaver von Scharfenberg, der es im Jahr 1878 von der ehemals Landgräflichen Dominalverwaltung erworben hatte.